# Ediths Tagebuch
Ediths Tagebuch ist ein deutscher Spielfilm aus dem Jahre 1983 von Hans W. Geißendörfer mit Angela Winkler in der Hauptrolle. Die Geschichte beruht auf dem gleichnamigen Roman von Patricia Highsmith.

## Handlung
Der Westen Berlins in den ausgehenden 1970er Jahren. Edith, eine politisch einst klar links engagierte Frau mittleren Alters, die eine Stadtteilzeitung herausgibt, und ihr Mann Paul Baumeister gehörten vor rund einem Jahrzehnt der 1968er-Bewegung an und müssen stillschweigend feststellen, dass sie mit ihren Plänen, Hoffnungen und Idealen an den Realitäten der Zeit gescheitert sind. Auch ihr Sohn Chris, der hin und wieder unter depressiven Schüben leidet und sich der „Null-Bock“-Generation zugehörig fühlt, hat sich nicht so entwickelt, wie sie es erhofft haben. Ediths Alltag wird von Tag zu Tag immer mehr zu einer unsäglichen Qual und so vertraut sich mit ihren Gedanken, die ihr angesichts der mutmaßlich gescheiterten, eigenen Existenz hochkommen, ihrem Tagebuch an, das bald zu ihrem besten Freund wird.
Doch die dort geschönten Realitäten beginnen bald ihren Blick auf das Wesentliche zu verstellen, und sie weiß nicht mehr Realität und idealisiertes Wunschdenken voneinander zu unterscheiden. Während Edith sich immer mehr ihrem Tagebuch anvertraut, verlässt der gefühlskalte Ehemann Paul, der sich längst emotional wie sexuell umorientiert hat, sie wegen einer Jüngeren und Chris, der in der Zwischenzeit den kränkelnden Onkel Georg mit seinen Weltkriegsphantasien ins Haus geholt hat und Gastgeberin Edith rasch zur Last fällt, versemmelt sein Abitur, gammelt herum und beginnt zu trinken. Tagträume und Traumphantasien, eigentlich nur in ihrem Tagebuch „Realität“, werden nun endgültig übermächtig, da die Wirklichkeit längst nicht mehr das leisten kann, was Edith von ihr erwartet.

## Produktionsnotizen
Ediths Tagebuch entstand von Februar bis April 1983 als Film-Fernseh-Coproduktion von Luggi Waldleitner mit dem ZDF in Berlin, Marburg und München und wurde am 23. September 1983 uraufgeführt.
Rolf M. Degener übernahm die Herstellungsleitung. Toni Lüdi kreierte die Filmbauten, Katharina von Martius die Kostüme. Milan Bor übernahm die Tonmischung. Karl Baumgartner sorgte für die Spezialeffekte, die von Theo Nischwitz überwacht wurden.

## Wissenswertes
Für Geißendörfer war Ediths Tagebuch der nach Die gläserne Zelle bereits zweite Film nach einer Vorlage von Patricia Highsmith. Die Geschichte wurde für diesen Film aus einer US-amerikanischen Kleinstadt nach Berlin verlegt, der Erzählzeitraum von etwa 20 auf rund fünf Jahre verkürzt.

## Kritiken
Norbert Grob schreibt in Die Zeit: „"Ediths Tagebuch" nun ist ein Film, der ziemlich kalt läßt. Weder Sekt noch Selters. Nicht besonders langweilig, nicht besonders spannend. Nicht besonders schlecht, nicht besonders gut. Also: ziemlich langweilig und ziemlich schlecht. Fast alles, was der Film vorzuzeigen sucht, stellt er betont aus. Jedes Bild ist immer zugleich ein Hinweis: wie schrecklich schön die Kamera den alltäglichen Schrecken um Edith einfängt. Das nimmt den Bildern jeden Raum zum Mitfühlen und Mitleiden. (…) "Ediths Tagebuch": ein Film, der weder präzise noch sonderlich inspiriert ist: eher rätsellos, flach, bieder und vor allem sauber. Selbst das Schmutzigste, das er vorzeigt, wirkt so steril, so klinisch rein, als finde es in einer Vitrine statt. Eine Welt hinter Glas, unberührbar,“
Im Lexikon des Internationalen Films heißt es: „Ein psychologisches Kammerspiel auf hohem handwerklichem Niveau, dessen grelle emotionale Exzesse allerdings überinszeniert und posenhaft wirken.“

„Der Begriff „Psycho-Thriller“ will auf die Verfilmung von Büchern der Krimi-Autorin Patricia Highsmith nicht so recht passen. Genauer ist da schon der Begriff „Thriller der Seele“. (…) Entstanden ist … eine abenteuerliche Reise durch das Innenleben dieser Edith. (…) „Ediths Tagebuch“ ist aber zugleich ein raffiniertes Psycho-Verwirrspiel, in das er die Zuschauer miteinbezieht, die im Film oft nicht wissen, ob sie sich nun in Ediths Kinoträumen oder in Ediths Realität befinden.“